# Müncherlbach

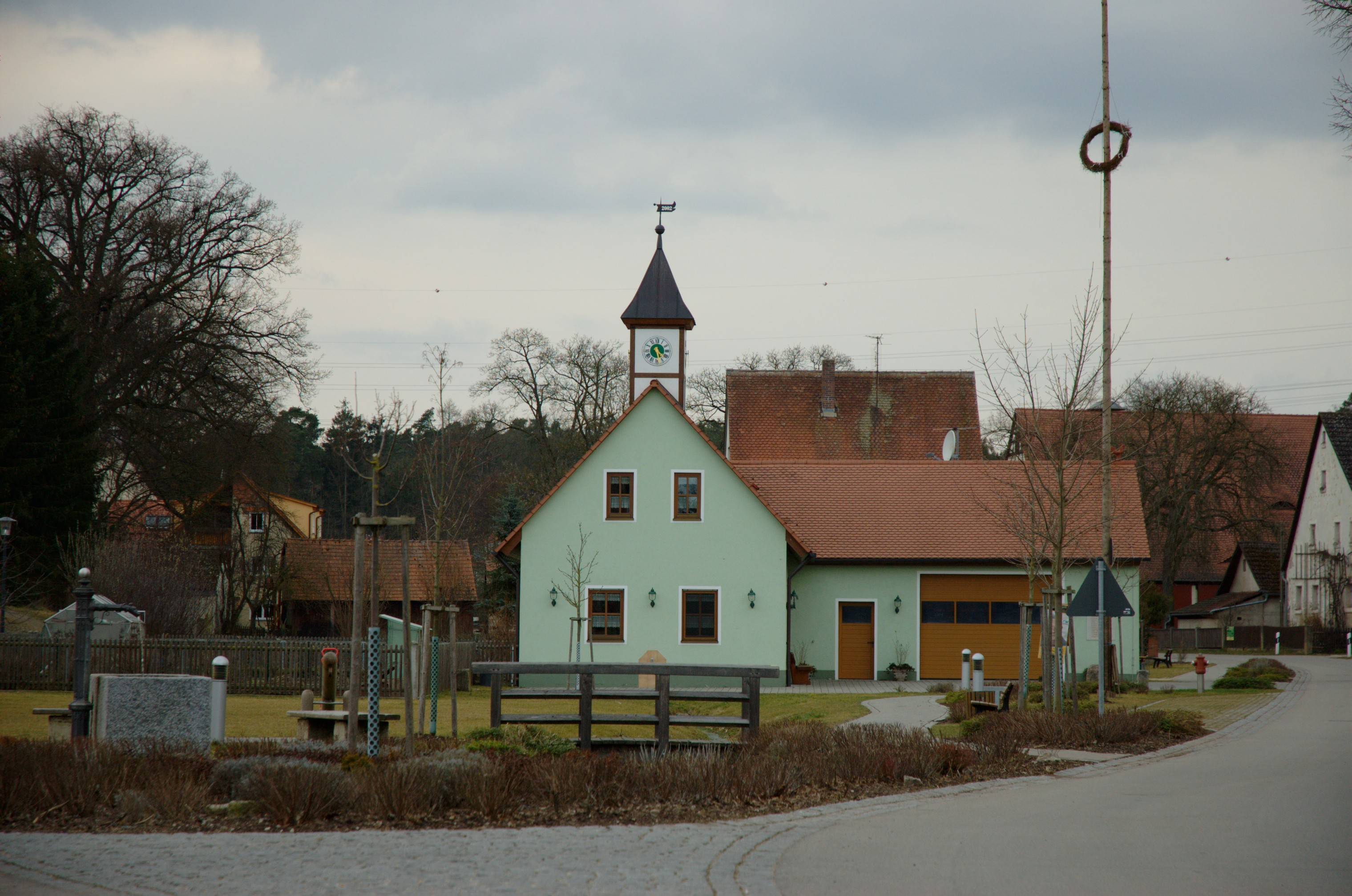
Feuerwehrhaus

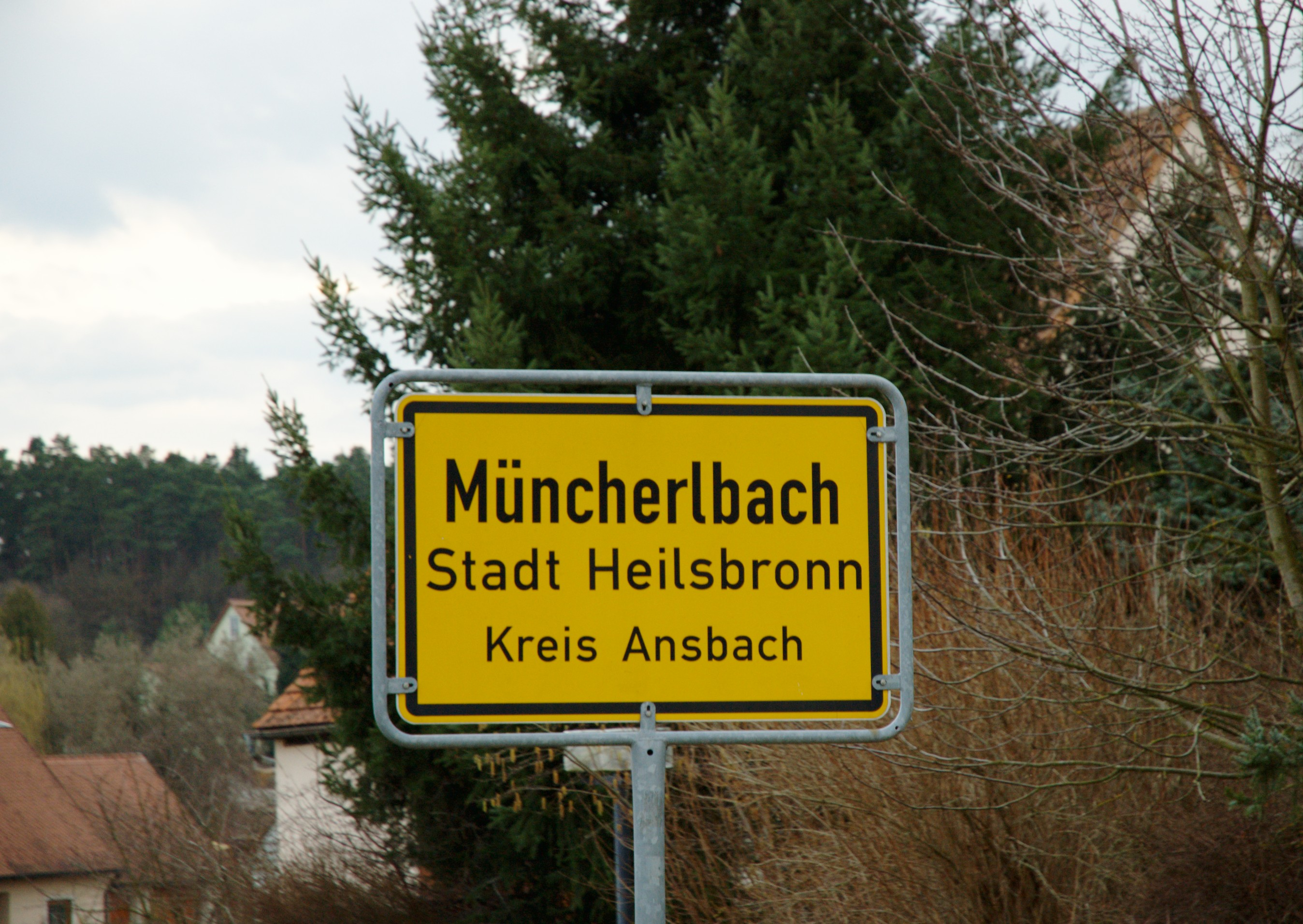
Ortsschild

Müncherlbach (fränkisch: Erlba) ist ein Gemeindeteil der Stadt Heilsbronn im Landkreis Ansbach (Mittelfranken, Bayern). Die Gemarkung Müncherlbach hat eine Fläche von 4,879 km². Die Gemarkung ist in 403 Flurstücke aufgeteilt, die eine durchschnittliche Fläche von 12.106,47 m² haben.

## Geografie
Durch das Dorf fließt der Erlbach, der ein linker Zufluss der Schwabach ist. Der Ort ist von den Fluren Im Flecken und Winterleite (südlich), Herbstwiesenfeld (nördlich), Tollbuck (nordöstlich), Hundsgraben und Rohrer Grund (südöstlich) umgeben. 1,5 km nordwestlich des Ortes entlang der Bahnstrecke Nürnberg–Crailsheim befindet sich eine der größten Photovoltaikanlagen des Landkreises Ansbach.
Der Ort liegt an der B 14 zwischen Heilsbronn (4 km südwestlich) und Buchschwabach (3 km nordöstlich). Die Staatsstraße 2239 verläuft nach Rohr (3,5 km südöstlich). Die Kreisstraße FÜ 22/Kreisstraße AN 25 verläuft nach Raitersaich (1,9 km nördlich). Gemeindeverbindungsstraßen führen nach Gottmannsdorf (1,8 km nordwestlich) und nach Göddeldorf zur Kreisstraße AN 29 (1,7 km südlich).

## Geschichte
Erstmals urkundlich erwähnt wurde der Ort als „Erelbach“ im Jahr 1300. Der Ortsname leitet sich vom gleichlautenden Gewässernamen ab, dessen Bestimmungswort die Erle ist. Die meisten Höfe gehörten zu dieser Zeit dem Kloster Heilsbronn, weswegen der Ort zur besseren Unterscheidung von Orten gleichen Namens den Zusatz „monachorum“ (1505) bzw. „Münch-“ (ab 1568 bezeugt) erhielt.
Im 16-Punkte-Bericht des Klosteramts Heilsbronn aus dem Jahr 1608 wurden für Müncherlbach nur die 3 Mannschaften verzeichnet, die das Kastenamt Bonnhof als Grundherrn hatten (3 Bauern). Die Mannschaften anderer Grundherren wurden nicht aufgelistet. Das Hochgericht übte das brandenburg-ansbachische Kasten- und Stadtvogteiamt Windsbach aus. Im Dreißigjährigen Krieg gingen die meisten Anwesen in Flammen auf.
Gegen Ende des 18. Jahrhunderts gab es in Müncherlbach 19 Anwesen. Das Hochgericht übte das brandenburg-bayreuthische Stadtvogteiamt Markt Erlbach im begrenzten Umfang aus. Es hatte ggf. an das brandenburg-ansbachische Richteramt Roßtal auszuliefern. Die Dorf- und Gemeindeherrschaft hatte das brandenburg-bayreuthische Kastenamt Bonnhof, wurde aber vom Spitalamt Nürnberg strittig gemacht. Grundherren waren das Kastenamt Bonnhof (5 Anwesen), das Fürstentum Ansbach (Kastenamt Cadolzburg: 1 Hof, 2 Häuser; Kastenamt Schwabach: 2 Höfe, 2 Halbhöfe), Nürnberger Eigenherrn (von Holzschuher: 1 Hof, von Stromer: 1 Hof, von Haller: 1 Hof) und die Reichsstadt Nürnberg (Spitalamt Heilig Geist: 2 Höfe, 1 Gut; Landesalmosenamt: 1 Hof). Es gab zu dieser Zeit 17 Untertansfamilien, von denen 6 ansbachisch waren. Von 1797 bis 1808 unterstand der Ort dem Justiz- und Kammeramt Cadolzburg.
Im Jahre 1806 kam Müncherlbach an das Königreich Bayern. Im Rahmen des Gemeindeedikts wurde Müncherlbach dem 1808 gebildeten Steuerdistrikt Weißenbronn und der 1810 gegründeten Ruralgemeinde Weißenbronn zugeordnet. Mit dem Zweiten Gemeindeedikt (1818) entstand die Ruralgemeinde Müncherlbach. Sie war in Verwaltung und Gerichtsbarkeit dem Landgericht Heilsbronn zugeordnet und in der Finanzverwaltung dem Rentamt Windsbach. Von 1862 bis 1879 gehörte Müncherlbach zum Bezirksamt Heilsbronn, ab 1880 zum Bezirksamt Ansbach (1939 in Landkreis Ansbach umbenannt) und zum Rentamt Heilsbronn (1919–1929: Finanzamt Heilsbronn, seit 1929: Finanzamt Ansbach). Die Gerichtsbarkeit blieb beim Landgericht Heilsbronn (1879 in Amtsgericht Heilsbronn umbenannt), seit 1956 ist das Amtsgericht Ansbach zuständig. Die Gemeinde hatte 1964 eine Gebietsfläche von 4,876 km². Im Zuge der Gebietsreform in Bayern wurde Müncherlbach am 1. Januar 1972 nach Heilsbronn eingemeindet.

### Baudenkmäler
- Haus Nr. 1 (Gastwirtschaft zum goldenen Hirschen): zweigeschossiger Bau, bezeichnet „1753“, mit zweigeschossigem Giebel und Satteldach sowie geohrtem Portalrahmen; Anbau bezeichnet 1808[18]
- Haus Nr. 9: dazugehörige Scheune[19]

### Einwohnerentwicklung
| Jahr      | 1818   | 1840   | 1852   | 1855   | 1861   | 1867   | 1871   | 1875   | 1880   | 1885   | 1890   | 1895   | 1900   | 1905   | 1910   | 1919   | 1925   | 1933   | 1939   | 1946   | 1950   | 1952   | 1961   | 1970   | 1987   | 2007 | 2016 |
| Einwohner | 119    | 165    | 176    | 178    | 176    | 173    | 161    | 158    | 157    | 176    | 169    | 172    | 165    | 162    | 161    | 161    | 201    | 188    | 170    | 293    | 286    | 269    | 236    | 222    | 221    | 240  | 247  |
| Häuser    | 21     | 24     |        |        |        |        | 27     |        |        | 29     | 29     |        | 30     |        |        |        | 31     |        |        |        | 33     |        | 41     |        | 51     |      |      |
| Quelle    | [ 21 ] | [ 22 ] | [ 23 ] | [ 23 ] | [ 24 ] | [ 25 ] | [ 26 ] | [ 27 ] | [ 28 ] | [ 29 ] | [ 30 ] | [ 31 ] | [ 32 ] | [ 31 ] | [ 33 ] | [ 31 ] | [ 34 ] | [ 31 ] | [ 31 ] | [ 31 ] | [ 35 ] | [ 31 ] | [ 15 ] | [ 36 ] | [ 37 ] |      |      |

## Religion
Müncherlbach ist seit der Reformation evangelisch-lutherisch geprägt und bis heute nach St. Emmeram (Rohr) gepfarrt. Die Einwohner römisch-katholischer Konfession sind nach Unsere Liebe Frau (Heilsbronn) gepfarrt.